# Cal Campaner (Moià)
Cal Campaner és una obra amb elements gòtics i renaixentistes de Moià protegida com a Bé Cultural d'Interès Local.

## Descripció
Casa entre mitgeres de tres plantes que respon a la tipologia de casa antiga de Moià. La façana destaca per un gran portal d'entrada, de mig punt, de tradició renaixentista, amb grosses dovelles i amb un escut a la dovella central. Damunt d'aquest portal s'aixequen dues finestres adovellades i amb ampit. La finestra que corresponia a les golfes té una fina motllura. El ràfec és de fusta i la teulada de doble vessant.

## Història
Aquesta casa s'ubica dins del recinte murallat medieval de Moià, prop del Portal d'en Riquer. Com la majoria de cases del poble fou refeta entre els segles XVI-XVII. Posteriorment, ha sofert altres transformacions, tant a l'exterior com, sobretot, l'interior. L'exterior intenta mantenir l'aspecte original.